# The Sign of the Wolf

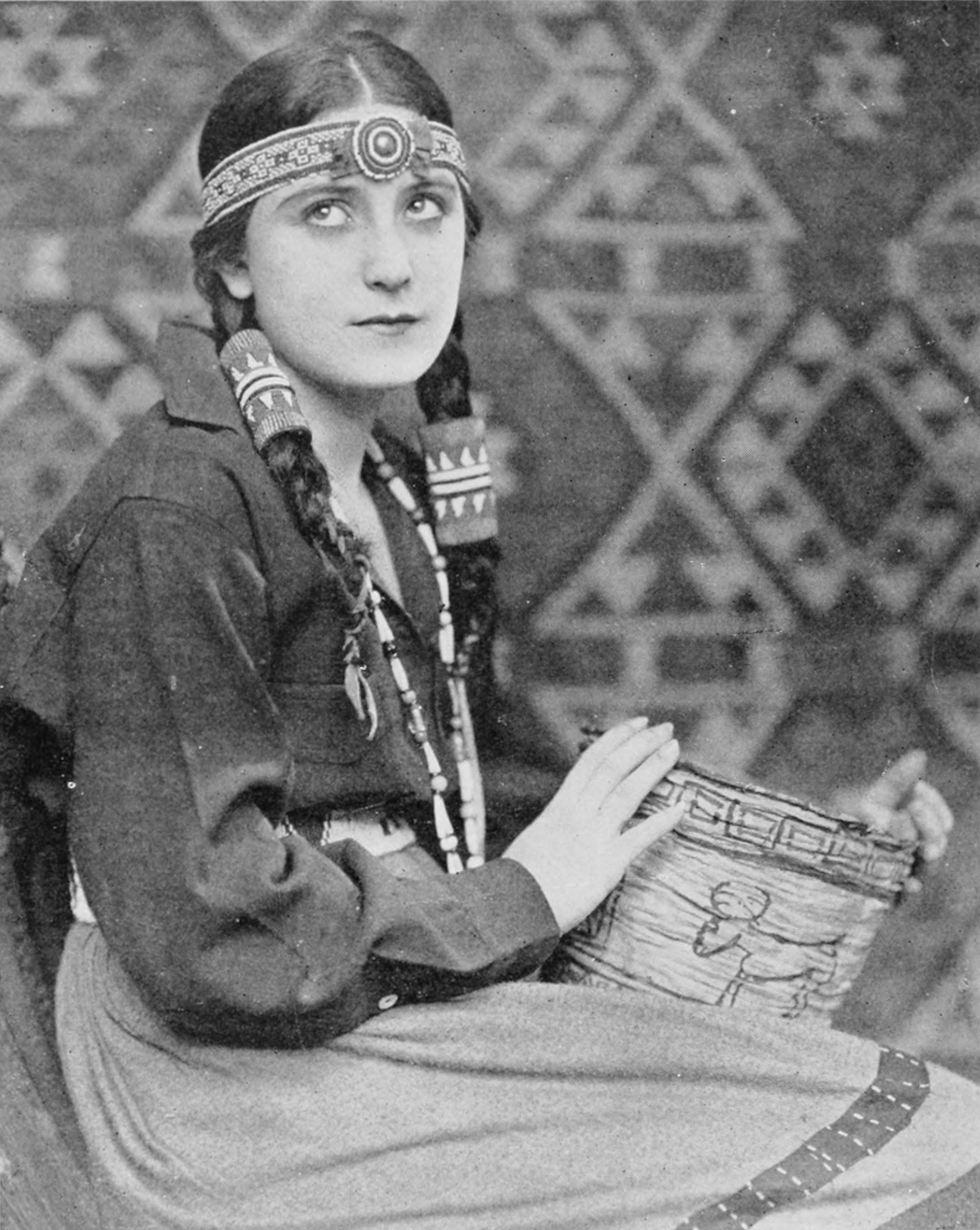
Virginia Brown Faire, que interpreta Ruth Farnun no seriado.

The Sign of the Wolf é um seriado estadunidense de 1931, gênero aventura e Western, dirigido por Forrest Sheldon e Harry S. Webb, em 10 capítulos, estrelado por Rex Lease e Virginia Brown Faire. O seriado foi produzido e distribuído pela Metropolitan Pictures, veiculando nos cinemas estadunidenses a partir de 1 de maio de 1931. Foi o único seriado produzido pela Metropolitan Pictures e, tal qual o seriado anterior The Mystery Trooper, lançado em 1 de abril do mesmo ano, The Sign of the Wolf também foi uma produção independente, de Flora E. Douglas e Harry S. Webb.
Em 1932, foi editado em forma de filme com duração de 61 minutos, e relançado em 1 de março de 1932 sob o título The Lone Trail, pela Webb-Douglas Productions & Metropolitan Pictures, distribuído pela Webb-Douglas Productions & Syndicate Pictures.

## Elenco
- Rex Lease	 ...	Tom
- Virginia Brown Faire	 ...	Ruth Farnum
- Harry Todd	 ...	John Farnum
- Jack Mower	 ...	Butch Kohler
- Joe Bonomo	 ...	Bud
- Josephine Hill	 ...	Pearl- Gang Moll [Caps. 1,2,6]
- Robert Walker	 ...	Joe
- Al Ferguson	 ...	Clyde Winslow / Dick
- Edmund Cobb	 ...	Principe Kuva
- Muro the Dog	 ...	King – Cão de Farnum (creditado King-Emperor of All Dogs)
- Bob Burns	 ...	Xerife [Cap. 10] (não-creditado)
- Dick Dickinson	 ...	Capanga (não-creditado)
- Art Mix	 ...	Barfly (não-creditado)
- Artie Ortego	 ...	2nd Blowgunner / Barfly (não-creditado)
- Edward Peil Sr.	 ...	Winslow Confederado (não-creditado)
- Jack Perrin	 ...	Jack (não-creditado)

## Capítulos
1. Drums of Doom
2. The Dog of Destiny
3. The Wolf's Fangs
4. The Fatal Shot
5. The Well of Terror
6. The Wolf Dogs
7. Trapped
8. The Secret Mark
9. Tongues of Flame
10. The Lost Secret